# Malešovice
Malešovice település Csehországban, a Brno-vidéki járásban. Malešovice Loděnice, Kupařovice, Odrovice, Medlov és Němčičky településekkel határos. Lakosainak száma 829 fő (2024. január 1.).

## Népesség
A település lakosságának változását az alábbi diagram mutatja:
| Lakosok száma | 473  | 565  | 601  | 430  | 409  | 502  | 598  | 676  | 725  | 829  |
|               | 1869 | 1900 | 1921 | 1961 | 1980 | 2011 | 2016 | 2019 | 2021 | 2024 |